# 蓝努斯马蹄

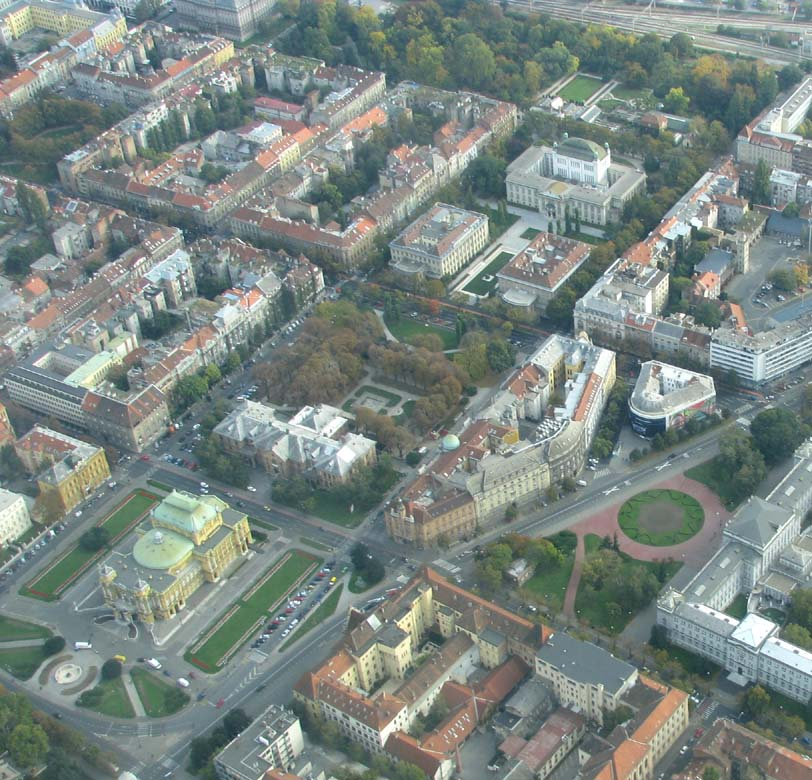

蓝努斯马蹄或绿色马蹄是克罗地亚萨格勒布下城区的一个U形城市广场及公园系统，包括呈三条直线排列的七个广场。蓝努斯马蹄是由工程师米兰·蓝努斯在1882年所构想。这些公园开辟于1883-1887年，当时今天的下城区还是萨格勒布的南郊。1880年萨格勒布地震后重建城市期间，1889年完成整个马蹄。两端由新建的萨格勒布植物园连接。

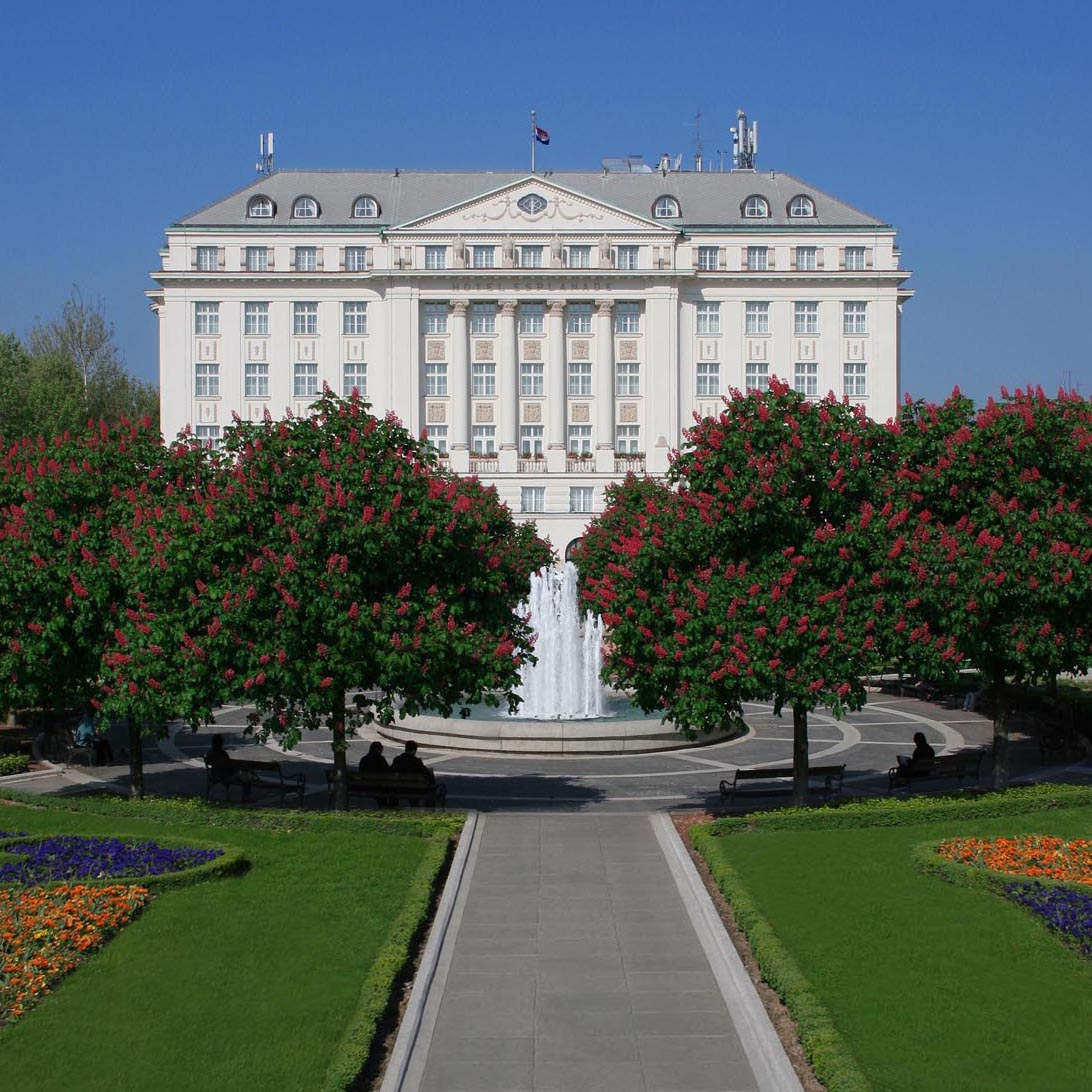

组成马蹄的这些广场，在下城区的方格路网中，排列成三条直线，形成马蹄的西，南和东侧。从东北方向顺时针方向，依次是：尼古拉·蘇比奇·茲里涅斯基廣場、斯特罗斯马约广场、托米斯拉夫国王广场、安特·斯塔采维奇广场、蓝努斯健身公园、萨格勒布植物园、马鲁利奇广场、伊凡·马祖兰尼奇广场以及克罗地亚共和国广场.。蓝努斯马蹄是萨格勒布许多组织和机构总部以及几个博物馆的所在地：萨格勒布考古学博物馆
、萨格勒布现代美术馆、扎格瑞布美術館,、克罗地亚国家档案馆、萨格勒布民族学博物馆以及藝術和工藝品博物館. 绿带在安特·斯塔采维奇广场和蓝努斯健身公园之间被打断。攝政薩格勒布酒店就位于那里。马蹄铁的南侧毗邻萨格勒布火车总站。 克罗地亚共和国广场是克罗地亚国家剧院的所在地,而尼古拉·蘇比奇·茲里涅斯基廣場建有克罗地亚科学和艺术院大楼。

## 历史

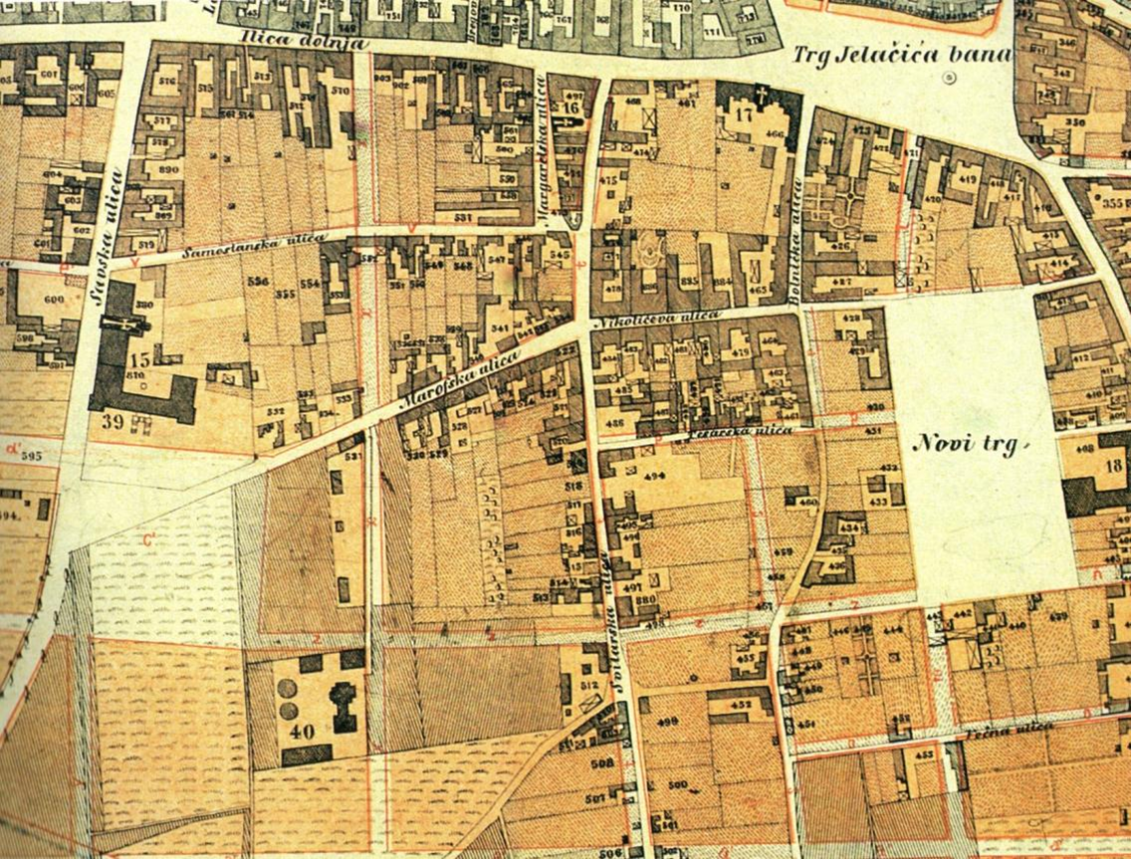
1865年地图

马蹄最古老的部分是 尼古拉·蘇比奇·茲里涅斯基廣場。它开辟于1826年，名为“新广场”，将原来设于今耶拉其恰廣場的牲畜市场迁到那里。 在19世纪60年代，决定将广场改建为公园，在接下来的几十年中，市场和博览会逐渐移到马蹄西端，今天的克罗地亚共和国广场地区，名为“旧博览会”。到世纪末，在茲里涅斯基廣場新建了许多新文艺复兴风格的宫殿。广场还装点着许多克罗地亚名人的半身像，1884年的气象柱以及1891年的音乐亭。 克罗地亚科学与艺术院宫（当时的南斯拉夫科学与艺术院）位于茲里涅斯基廣場南侧，当时的学院广场（今日斯特罗斯马约广场）。
1880年，萨格勒布发生了毁灭性的地震。在萨格勒布市中心建立马蹄形连通公园系统的构思在1882年提出，作为现代化重建计划的一部分。它包括两个绿色的南北轴线，对应于蓝努斯马蹄的西侧和东侧，分别称为“西公园路”和“东公园路” 1887年通过了一项新的城市规划，其中包括今天下城区的矩形方格路网，包含这些公园路在内。 这两个轴线由1889年新开放的萨格勒布植物园和“南公园路”, 今安特·斯塔采维奇广场连接。 新马蹄西端的市场在1890年搬到更远离城市的地方。博览会旧址进行了现代化改造，获得了新名称：大学广场。克罗地亚国家剧院位于广场中心，于1895年开幕， 恰逢皇帝弗朗茨约瑟夫访问萨格勒布。
2013年6月，在萨格勒布植物园和攝政薩格勒布酒店之间开设了健身公园同年9月27日，蓝努斯马蹄在欧洲花园城市大赛（Entente Florale）上获得特别奖，同时萨格勒布市获得银奖。。